# Lasiobelba lemuria
Lasiobelba lemuria är en kvalsterart som beskrevs av Sandór Mahunka 1997. Lasiobelba lemuria ingår i släktet Lasiobelba och familjen Oppiidae. Inga underarter finns listade i Catalogue of Life.